# Pseudorchetypus greeni
Pseudorchetypus greeni är en insektsart som först beskrevs av Burr 1899.  Pseudorchetypus greeni ingår i släktet Pseudorchetypus och familjen Chorotypidae. Inga underarter finns listade i Catalogue of Life.